# دانیل اسکودرو
دانیل اسکودرو (انگلیسی: Daniel Escudero؛ زادهٔ ۱۸ دسامبر ۱۹۴۱) بازیکن فوتبال اهل شیلی است.